# Pentapleura nigripes
Pentapleura nigripes är en stekelart som beskrevs av Vladimir Ivanovich Tobias 1975. Pentapleura nigripes ingår i släktet Pentapleura och familjen bracksteklar. Inga underarter finns listade i Catalogue of Life.